# 大友敏明
大友 敏明（おおとも としあき、1954年1月4日 - ）は、日本の経済史学者。立教大学経済学部教授。

## 略歴
北海道出身。1972年北海道札幌東高等学校、1977年早稲田大学教育学部社会科社会科学専修卒業。1980年慶應義塾大学大学院経済学研究科理論経済学専攻前期博士課程修了、1986年同後期博士課程単位取得満期退学。2002年慶大より博士（経済学）を取得。
1987年大月短期大学経済学科専任講師、1990年助教授。1995年山梨大学教育学部助教授、2002年教授。2008年立教大学経済学部教授。2019年立教大学教授定年退官。
1年間お友達の相澤先生に大友ゼミを任せた事もある。
その1年間をゼミ生は『空白の1年』と呼んでいる。

## 著書
- 『現代の金融』（共著, 有斐閣, 1992年）
- 『現代金融危機の構造』（共著, 慶應義塾大学出版会, 2000年）
- 『信用理論史』（慶應義塾大学出版会, 2001年）
- 『経済思想にみる貨幣と金融』（共編著, 三嶺書房, 2002年）